# Hughes County, Oklahoma
Hughes County är ett administrativt område i delstaten Oklahoma, USA, med 14 003 invånare. Den administrativa huvudorten (county seat) är Holdenville. 

## Geografi
Enligt United States Census Bureau så har countyt en total area på 2 110 km². 2 089 km² av den arean är land och 20 km² är vatten.

### Angränsande countyn
- Okfuskee County - nord
- McIntosh County - nordost
- Pittsburg County - öst
- Coal County - syd
- Pontotoc County - sydväst
- Seminole County - väst